# Limnophyes sylvicola
Limnophyes sylvicola är en tvåvingeart som först beskrevs av Maurice Emile Marie Goetghebuer 1939.  Limnophyes sylvicola ingår i släktet Limnophyes och familjen fjädermyggor.
Artens utbredningsområde är Belgien. Inga underarter finns listade i Catalogue of Life.